# Mapleton, Iowa

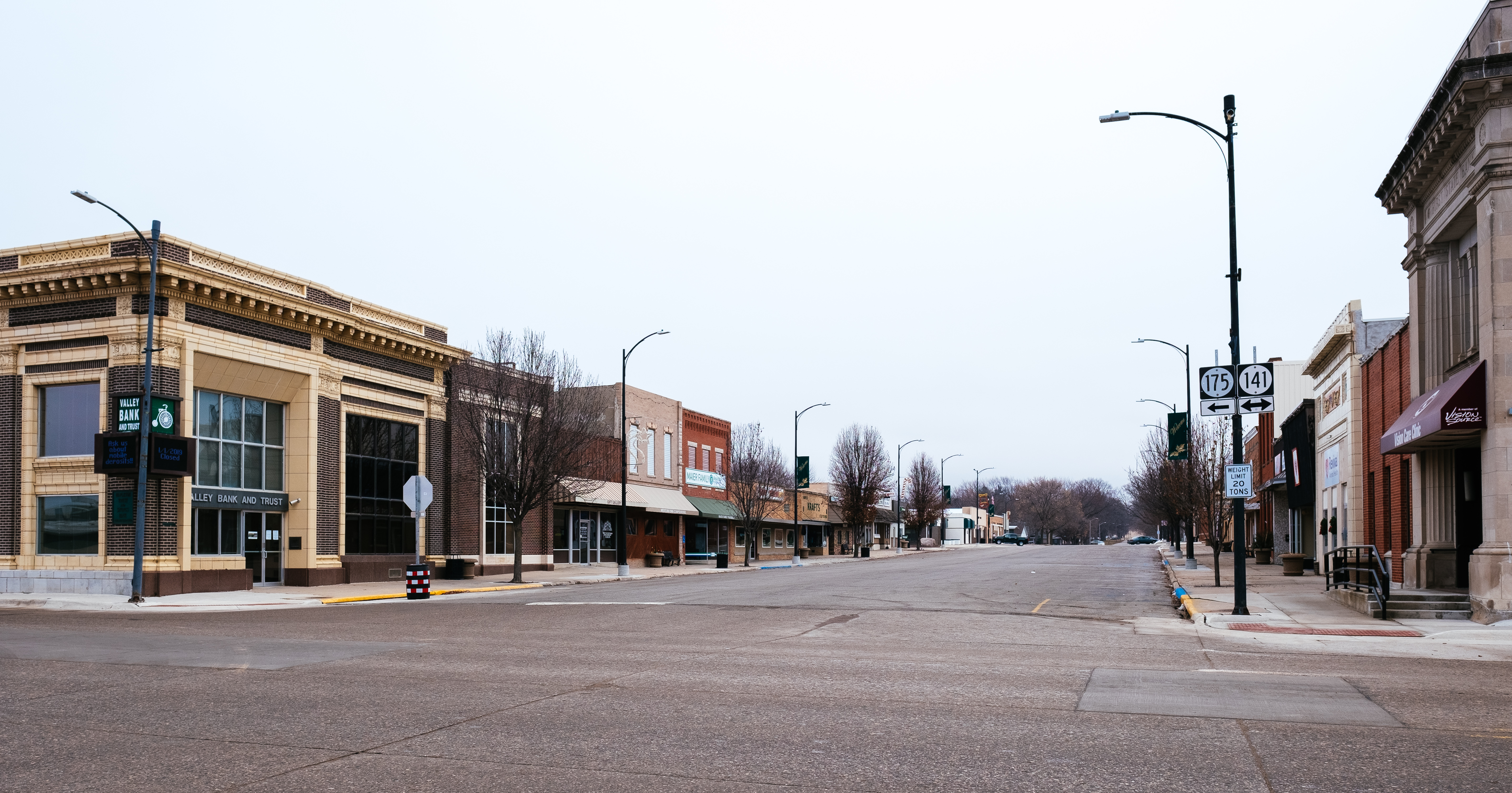
Huvudgatan

Mapleton är en ort i Monona County i Iowa. Vid 2010 års folkräkning hade Mapleton 1 224 invånare.